# Набис
 Тази статия е за историческата личност.  За едноименната фондация вижте Фондация „Национална академична библиотечно-информационна система“.  
Набис е последният цар на независима Спарта. Той управлява от 207 пр.н.е. до 192 пр.н.е. Убит е от етолийците през 192 пр.н.е..
Набис продължава революционната традиция на царете Агис IV и Клеомен III. Тъй като сведенията от древността за него са най-вече с обиден и оскърбителен характер, подробностите за неговото управление не са ясни, но със сигурност той е конфискувал земите на едрите земевладелци и е дал права на граждани на много илоти (спартанските роби). Почти със сигурност може да се твърди, че той не е бил чудовището, описано от древногръцкия историк Полибий.
След мира от Фойнике (205 пр.н.е.) между Рим и Македония, Набис влиза във война, предизвикана от Ахейския съюз. Военачалникът на съюза, Филопемен, освобождава Месена, а по-късно побеждава Набис при Скотит в Лакония.
През 197 пр.н.е. г. Набис се сдобива с Аргос от Филип V Македонски, който тогава воювал с Рим, и я запазва като приема условията на древноримския пълководец Тит Квинкций Фламинин. Но Фламинин, победил вече Филип V, обявява гръцките държави за автономни, обвинява Набис в тирания, завзема Гитио в Лакония, и принуждава Набис да предаде управлението на Аргос.
Той се опитва да си възвърне Гитий, когато римляните напускат през 194 пр.н.е., но Филопемен му нанася тежко поражение северно от Спарта.
Накрая етолийците го убиват, за да предизвикат война между Рим и сирийския владетел Антиох III. Те временно окупирали Спарта.